# Церковь Святого Николая Чудотворца (Ессентуки)
Церковь Святого Николая Чудотворца в городе Ессентуки Ставропольского края — приходская церковь  Кисловодского благочиния Пятигорской и Черкесской епархии Русской православной церкви Московского патриархата.
Престольный день: 19 декабря и 9 августа.

## Историческая справка
Церковь Святого Николая Чудотворца была построена казаками в 1826 году по проекту архитекторов братьев Бернардацци в станице Ессентукская. При храме имелись церковно-приходская школа, богадельня, библиотека, архив. Храм не закрывался в советский период. Имеется крестильный храм, в честь Рождества святого пророка и предтечи Господня Иоанна.
Рядом с церковью раньше находилось небольшое кладбище, где хоронили именитых казаков. Теперь здесь пустырь. В ограде церкви сохранилось несколько могил, в частности, захоронения генерал-лейтенанта Е. Ф. Семёнкина и генерал-майора Ф. Ф. Федюшкина, а также членов их семей. В храме хранятся памятные доски с именами казаков, отличившихся в Русско-турецкой войне 1877-1878 годов и Русско-японской войне 1904-1905 годов.
22 мая 2025 года в храме был возведён в сан архимандрита иеромонах Амвросий (Марченко), избранный во епископа Грозненского и Сунжеского.

## Внешнее и внутреннее убранство
Деревянная церковь, обитая тёсом. К четверику храма, перекрытому четырёхскатным шатром с главкой, примыкают притворы, пятигранный алтарь и трапезная, соединяющая его с шатровой колокольней. В церкви два престола — во имя святителя Николая Чудотворца, архиепископа Мир Ликийских и во имя великомученика Пантелеимона Целителя.

## Святыни
- Икона в честь святителя Николая Чудотворца
- Икона Иверской Божией Матери
- Икона Божией Матери «Всех скорбящих Радосте»

## Клир
- Протоиерей Павел Агеев (настоятель)[4].

## Адрес
357600, Ставропольский край, город Ессентуки, улица Оборонная, 43. Телефон: 6-47-63